# Артёменко, Владимир Георгиевич
Влади́мир Гео́ргиевич Артёменко (род. 4 мая 1962, Флорешты, Молдавская ССР, СССР) — государственный деятель Приднестровской Молдавской Республики. Министр экономического развития Приднестровской Молдавской Республики с 28 ноября 2013 по 28 октября 2014.

## Биография
Родился 4 мая 1962 в городе Флорешты Молдавской ССР. 
После окончания школы, с 1979 по 1981 проходил срочную службу в рядах Советской армии.

### Образование
В 1983 окончил Ленинградское высшее общевойсковое командное училище по специальности «инженер».
В 1996 окончил Симферопольский университет экономики и управления по специальности «финансы и кредит».
В 2007 окончил Высшую школу бизнеса МГУ имени М. В. Ломоносова.

### Трудовая деятельность
С 1981 по 1992 служил в рядах Советской армии на офицерских должностях.
С 1992 по 1995 занимался предпринимательской деятельностью в городе Алушта (Крым).
С 1998 по 2003 был Председателем правления тираспольского банка «Ипотечный». 
В 2004 — учредитель и директор «Межрегиональной финансовой компании», а также директор Независимой управляющей компании в Одессе.
С 2005 по февраль 2012 занимал должность генерального директора лизинговой компании «Лэнд-лиз».
С февраля 2012 по 28 ноября 2013 — председатель правления ОАО «Эксимбанк».
С 28 ноября 2013 по 28 октября 2014 — министр экономического развития Приднестровской Молдавской Республики.

## Семья
Женат. Воспитывает четверых сыновей.